# ادوارد راث
ادوارد جان روت FRS (‎/raʊθ/‎؛ ۲۰ ژانویه ۱۸۳۱) – ۷ ژوئن ۱۹۰۷)، یک ریاضیدان انگلیسی بود، به عنوان مربی برجسته دانشجویانی که برای آزمون ترایپوس ریاضیات دانشگاه کمبریج در ریعان جوانی خود در اواسط قرن نوزدهم آماده می‌شدند، شناخته شد. وی همچنین برای سیستم سازی نظریه ریاضیات مکانیک کارهای زیادی انجام داد و ایده‌های بسیاری را برای توسعه نظریه سیستم‌های کنترل نوین ایجاد کرد.

### افتخارات
- همکار انجمن سلطنتی، (۱۸۷۲)؛[۵]
- جایزه آدامز، (۱۸۷۷).

## آثار
- Brougham, Henry; Routh, Edward John (1855). Analytical View of Sir Isaac Newton's Principia. London: Longman, Brown, Green and Longmans.
- Routh, E. J. (1877). Treatise on the Stability of a Given State of Motion. MacMillan. Reprinted in 'Stability of Motion' (ed. A.T.Fuller) London 1975 (Taylor & Francis).
- — (1898). A Treatise on Dynamics of a Particle. With Numerous Examples. Cambridge: Cambridge University Press.{{cite book}}:  CS1 maint: numeric names: فهرست نویسندگان (link)
- —. The Elementary Part of a Treatise on the Dynamics of a System of Rigid Bodies: Being Part I of a Treatise on the Whole Subject. With Numerous Examples.{{cite book}}:  CS1 maint: numeric names: فهرست نویسندگان (link)
- — (1905). The Advanced Part of a Treatise on the Dynamics of a System of Rigid Bodies: Being Part II of a Treatise on the Whole Subject. With Numerous Examples. London: Macmillan and Co. Ltd.{{cite book}}:  CS1 maint: numeric names: فهرست نویسندگان (link)
- — (1909a). A Treatise on Analytical Statics with Numerous Examples Volume I. Cambridge University Press.{{cite book}}:  CS1 maint: numeric names: فهرست نویسندگان (link)
- — (1909b). A Treatise on Analytical Statics with Numerous Examples Volume II. Cambridge University Press.{{cite book}}:  CS1 maint: numeric names: فهرست نویسندگان (link)

## برای مطالعهٔ بیشتر

### مطبوعات
- تایمز، ۸ ژوئن ۱۹۰۷ (موجود در O'Connor & Robertson (2003))
- مجموعه مقالات انجمن ریاضیات لندن، سری دوم، ۵ (۱۹۰۷)، xiv – xx.
- نیچر، ۷۶ (۱۹۰۷)، ۲۰۰–۰۲؛
- بازنگری کمبریج، ۱۳ ژوئن ۱۹۰۷، ۴۸۰–۸۱؛
- HHT، اطلاعیه‌های ماهانه انجمن نجوم سلطنتی، ۶۸ (۱۹۰۷–۰۸)، ۲۳۹–۴۱

### دربارهٔ راث
- Forsyth, A. R. (1935). "Old tripos days at Cambridge". Mathematical Gazette. The Mathematical Association. 19 (234): 162–79. doi:10.2307/3605871. JSTOR 3605871.
- Fuller, A. T. (1977). "Edward John Routh". International Journal of Control. 26 (2): 169–73. doi:10.1080/00207177708922300.
- Sneddon, IN (1970–1990) "راث، ادوارد جان"، در Gillispie , CC (ویراستار).) فرهنگ نامه بیوگرافی علمی، نیویورک: پسران چارلز اسکرایبنر
- 0-405-06622-8